# Bubblegum Crisis
Pour le jeu de rôle, voir Bubblegum Crisis (jeu de rôle).
Bubblegum Crisis (バブルガムクライシス, Baburugamu Kuraishisu) est une série télévisée d'animation japonaise Cyberpunk en huit épisodes, créée en 1987 par Anime International Company (AIC), ARTMIC Studios et Youmex et diffusée sous forme d'OAV entre le 25 février 1987 et le 30 novembre 1991.
Les six premiers épisodes ont été édités en VHS en France dans les années 1990 chez Kazé, et la série est sortie en intégralité en DVD en 2008 chez l'éditeur Black Bones, puis a été rééditée chez Manga Distribution.

## Synopsis
Dans un futur proche, Tokyo est dévastée par un terrible tremblement de terre. Sept ans plus tard, une nouvelle Cité, MegaTôkyô, est bâtie sur les ruines par le biais d’investissements privés d’une multinationale aussi prospère que secrète : GENOM. Cette dernière est responsable de la création et de la production de masse de puissantes créatures biomécaniques du nom de Boomers, destinées à servir le développement industriel de la ville naissante et étendre son emprise sur le monde entier.
Mais les Boomers échappent rapidement à tout contrôle et l’AD Police est appelée à la rescousse. Le combat s’avère plus difficile que prévu. En 2032, quatre jeunes filles vêtues d’armures s’unissent alors clandestinement pour lutter contre cette nouvelle menace sous le nom de « Knight Sabers »…

## Distribution

### Voix originales
- Akiko Hiramatsu : Nene Romanova
- Kinuko Oomori : Priscilla S. « Priss » Asagiri
- Michie Tomizawa : Linna Yamazaki
- Yoshiko Sakakibara : Sylia Stingray
- Aya Hisakawa : Lisa Vanette (Épisode 8)
- Kenichi Ogata : Raven
- Kenyuu Horiuchi : Daley Wong
- Kiyoshi Kawakubo : Quincy
- Kouichi Yamadera : Fargo
- Maiko Hashimoto : Reika « Vision » Chang (Épisode 7)
- Nozomu Sasaki : Mackie Stingray
- Shuuichi Ikeda : Brian J. Mason
- Toshio Furukawa : Leon McNichol
- Chisa Yokoyama : AD Police Receptionist
- Daisuke Gouri : Funk
- Hiroko Kasahara : Cynthia
- Hiroya Ishimaru : Sylia's father
- Ikuya Sawaki : Manager
- Issei Futamata : Miriam
- Junko Asami : Naoko
- Juurouta Kosugi : Frederick
- Kaneto Shiozawa : Gibson
- Keiichi Nanba : Retort
- Kyooko Hamura : Sho
- Masaaki Ohkura : AD Police Officer
- Mayumi Shō : Naomi
- Megumi Hayashibara : Nam
- Miki Itou : Irene Chan (Épisode 2)
- Sanshiro Nitta : Announcer
- Seiji Satoo : ADP Chief
- Senri Nakajima : Sho's mother
- Shinya Ohtaki : Deputy Commander
- Teiji Oomiya : USSD Commander
- Urara Takano : Female Boomer, Kate (Épisode 6)
- Yasunori Matsumoto : Kou
- Yuko Mizutani : Anri
- Yumi Touma : interviewer
- Yūsaku Yara : Bogey

### Voix françaises
- Catherine Desplaces : Priss Asagiri[1]
- Isabelle Volpé : Silya Stingray
- Christèle Billault : Linna Yamazaki
- Laetitia Godès : Nene Romanova
- Bruno Méyère : Leon Mcnichols
- Jérémy Zylberberg : Daily Wong
- Arnaud Laurent : Mackie Stingray
- Bruno Magne : Quincy
- Emmanuel Rausenberger : Brian J Mason
- Serge Bourrier : Commandant Schwartz
- Pascale Chemin : Lisa, Reika, Sylvie

#### Doublage français
- Studio de doublage : Wantake
- Direction artistique : Bruno Méyère
- Adaptation : Emmanuel Pettini

## Épisodes
1. Tinsel City
2. Born to Kill
3. Blow Up
4. Revenge Road
5. Moonlight Rambler
6. Red Eyes
7. Double Vision
8. Scoop Chase

## Chansons

### Opening
- "Konya wa Hurricane" (今夜はハリケーン) de Kinuko Ōmori (ép 1)[2]
- "Mad Machine" de Kinuko Ōmori (ép 2)
- "CRISIS ~ Ikari o Komete Hashire~" (クライシス 〜怒りをこめて走れ〜) de Yuiko Tsubokura (ép 4)
- "Mysterious Night" de Knight Sabers (ép 5)
- "Say Yes!" de Maiko Hashimoto (ép 7)
- "Bye Bye My Crisis" de Knight Sabers (ép 8)

### Ending
- "Mr. Dandy" de Bluew (ép 1)
- "Kizudarake no Wild" (傷だらけのWild) de Kinuko Ōmori (ép 2)
- "Wasurenai de" (忘れないで) de Kinuko Ōmori (ép 3)
- "Twilight" de Yuiko Tsubokura (ép 4)
- "Omoide ni Dakarete" (思い出に抱かれて) de Yuiko Tsubokura (ép 5)
- "Rock Me" de Yuiko Tsubokura (ép 6)
- "Never the End" de Maiko Hashimoto (ép 7)
- "Chase the Dream" de Kinuko Ōmori (ép 8)

### Insert song
- "Kodoku no Angel" (孤独のエンジェル) de Yuki Ueda (ép 1)
- "Thrill ni Odoru Tenshi-tachi" (スリルに踊る天使たち) de Knight Sabers (ép 2)
- "Asu e Touchdown" (明日へタッチダウン) de Knight Sabers (ép 3)
- "Victory" de Kinuko Ōmori (ép 3)
- "Akuma to Tenshi no Kiss" (悪魔と天使のキス) de Knight Sabers (ép 4)

## Produits dérivés

### OAV
- 1987-88 : Bubblegum Crisis (Megatokyo 2032)
- 1990-1991 : AD Police Files. Prélude.
- 1991 : Bubblegum Crash (Megatokyo 2033). Suite.
- 2003 : Parasite Dolls (en). Œuvre dérivée de AD Police.

### Dessins animés
- 1998 : Bubblegum Crisis: Tokyo 2040. Remake de Bubblegum Crisis.
- 1999 : AD Police. Œuvre dérivée de Bubblegum Crisis: Tokyo 2040.
- 2005 : Bubblegum Crisis: Tokyo 2041. Suite de Bubblegum Crisis: Tokyo 2040.

### Mangas
- 1990 : AD. Police, par Tony Takezaki

### Bandes dessinées
- Adam Warren, Bubblegum Crisis: Grand Mal, Dark Horse Comics

### Jeu de rôle
- Bubblegum Crisis